# Miss Mondo 1955
Miss Mondo 1955, la quinta edizione di Miss Mondo, si è tenuta il 20 ottobre 1955, presso il Lyceum Theatre di Londra. Il concorso è stato presentato da Eric Morley. Susana Duijm, rappresentante del Venezuela, è stata incoronata Miss Mondo 1955.

## Risultati
| Risultato finale | Concorrente                                                   |
| ---------------- | ------------------------------------------------------------- |
| Miss Mondo 1955  | - Venezuela - Susana Duijm                                    |
| 2ª classificata  | - Stati Uniti - Margaret Haywood                              |
| 3ª classificata  | - Grecia - Julia Coumoundourou                                |
| 4ª classificata  | - Cuba - Gilda Marín                                          |
| 5ª classificata  | - Svezia - Anita Åstrand                                      |
| 6ª classificata  | - Francia - Gisele Thierry                                    |
| Semifinaliste    | - Australia - Beverly Prowse - Austria - Felicitas Von Goebel |

## Concorrenti
- Australia - Beverly Prowse
- Austria - Felicitas Von Goebel
- Belgio - Rosette Ghislain
- Ceylon - Viola Sita Gunarate
- Cuba - Gilda Marín
- Danimarca - Karin Palm-Rasmussen
- Finlandia - Mirva Orvakki Arvinen
- Francia - Gisele Thierry
- Germania - Beate Kruger
- Grecia - Tzoulia Georgia Coumoundourou
- Honduras - Pastora Pagán Valenzuela
- Irlanda - Evelyn Foley
- Islanda - Arna Hjörleifsdóttir
- Israele - Miriam Kotler
- Italia - Franca Incorvaia
- Paesi Bassi - Angelina Kalkhoven
- Monte Carlo - Josette Travers
- Regno Unito - Jennifer Chimes
- Stati Uniti - Margaret Anne Haywood
- Svezia - Anita Åstrand
- Venezuela - Carmen Susana Duijm Zubillaga

### Debutti
- Australia
- Austria
- Cuba
- Honduras
- Islanda
- Venezuela

### Ritorni
- Israele
- Monte Carlo

### Ritiri
- Egitto
- Svizzera
- Turchia